# Landesfunkhaus Niedersachsen

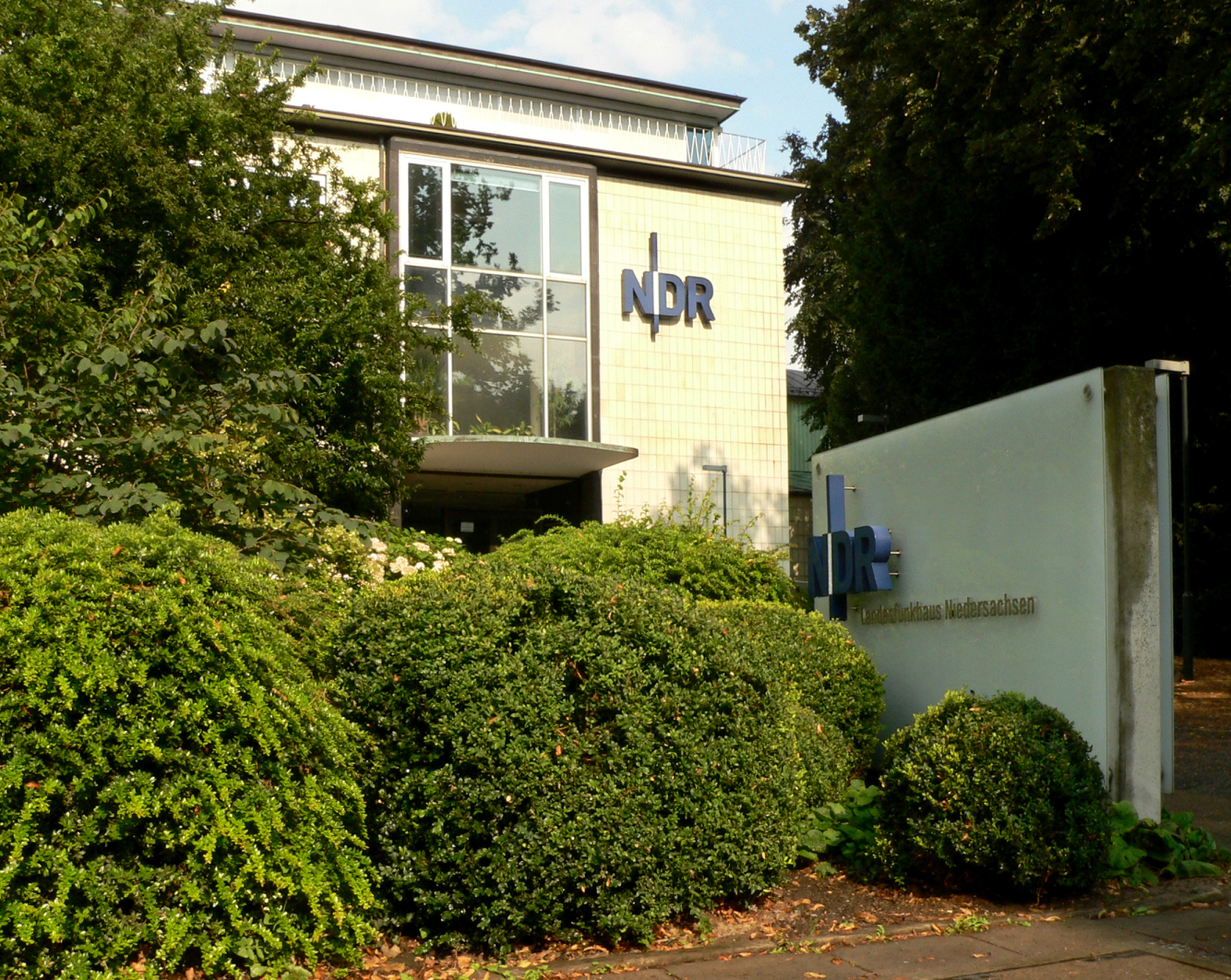
Haupteingang zum Verwaltungsbau des Landesfunkhauses Niedersachsen

Das Landesfunkhaus Niedersachsen in Hannover, anfangs auch Funkhaus Hannover genannt, ist ein Ensemble von Rundfunkgebäuden des Norddeutschen Rundfunks (NDR) im Bundesland Niedersachsen. Die weitläufige Baugruppe am Maschsee unter der Adresse Rudolf-von-Bennigsen-Ufer 22 in der Südstadt war der erste öffentliche Großbau nach dem Zweiten Weltkrieg in der niedersächsischen Landeshauptstadt. Sie besteht heute aus den vier Hauptteilen des Verwaltungsgebäudes mit dem Haupteingang am Maschsee, dem sogenannten Kleinen Sendesaal, dahinter und rechts davon der dominierenden Masse des Großen Sendesaals sowie der so elegant wie instabil wirkenden Betonnadel des Antennenturms. Foyer und Kleiner Sendesaal sollen zu den „schönsten Raumschöpfungen der 1950er Jahre in der Bundesrepublik Deutschland“ gehören.
Landesfunkhaus Niedersachsen ist daneben auch die Bezeichnung einer Direktion des NDR mit Sitz in Hannover, die verantwortlich ist für die niedersächsischen Landesprogramme und Studios des Senders.

## Baubeschreibung

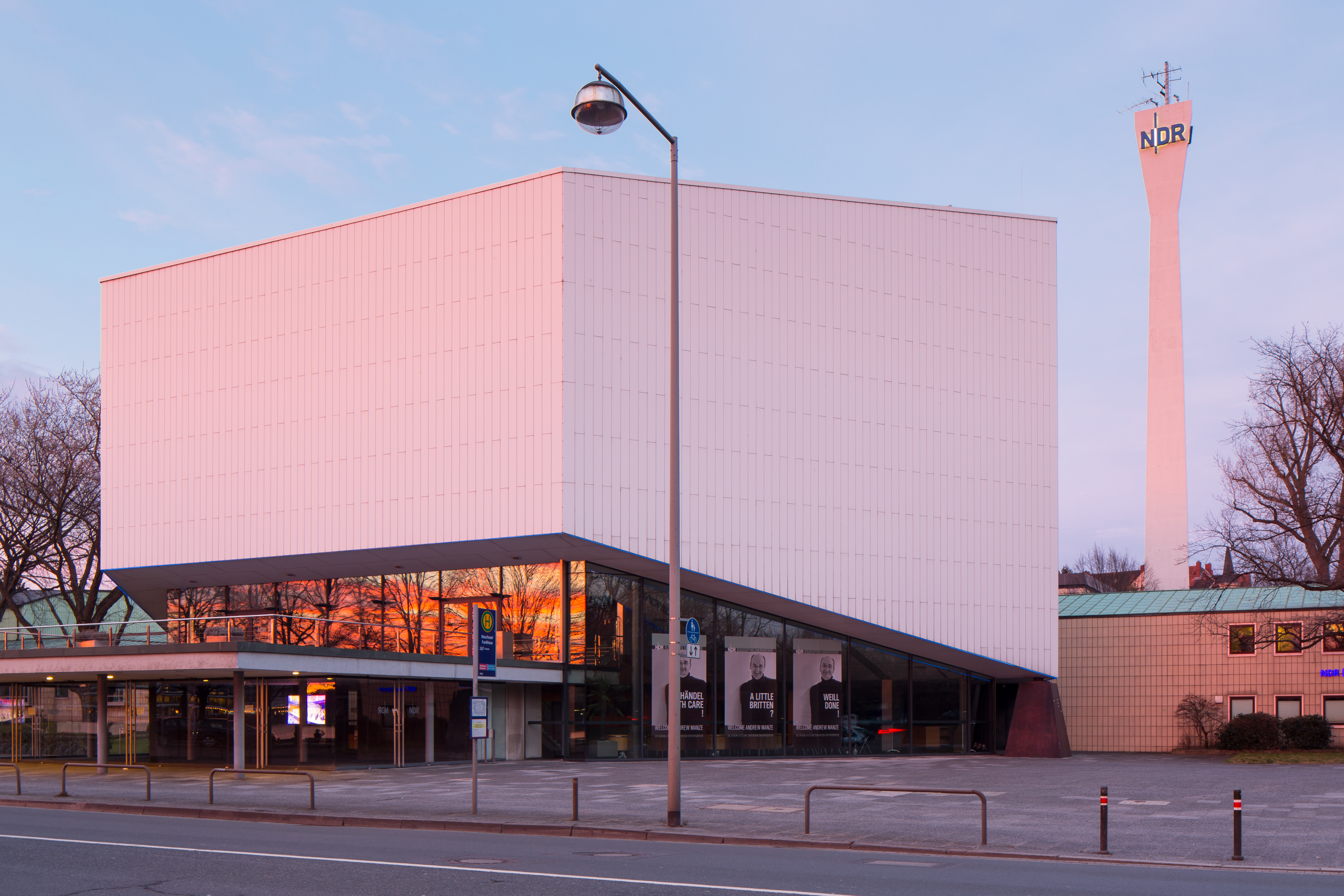
Der 1963 fertiggestellte Große Sendesaal, darunter das Foyer, im Hintergrund die 46,21 Meter hohe, 1969 errichtete Betonnadel des Antennenturms

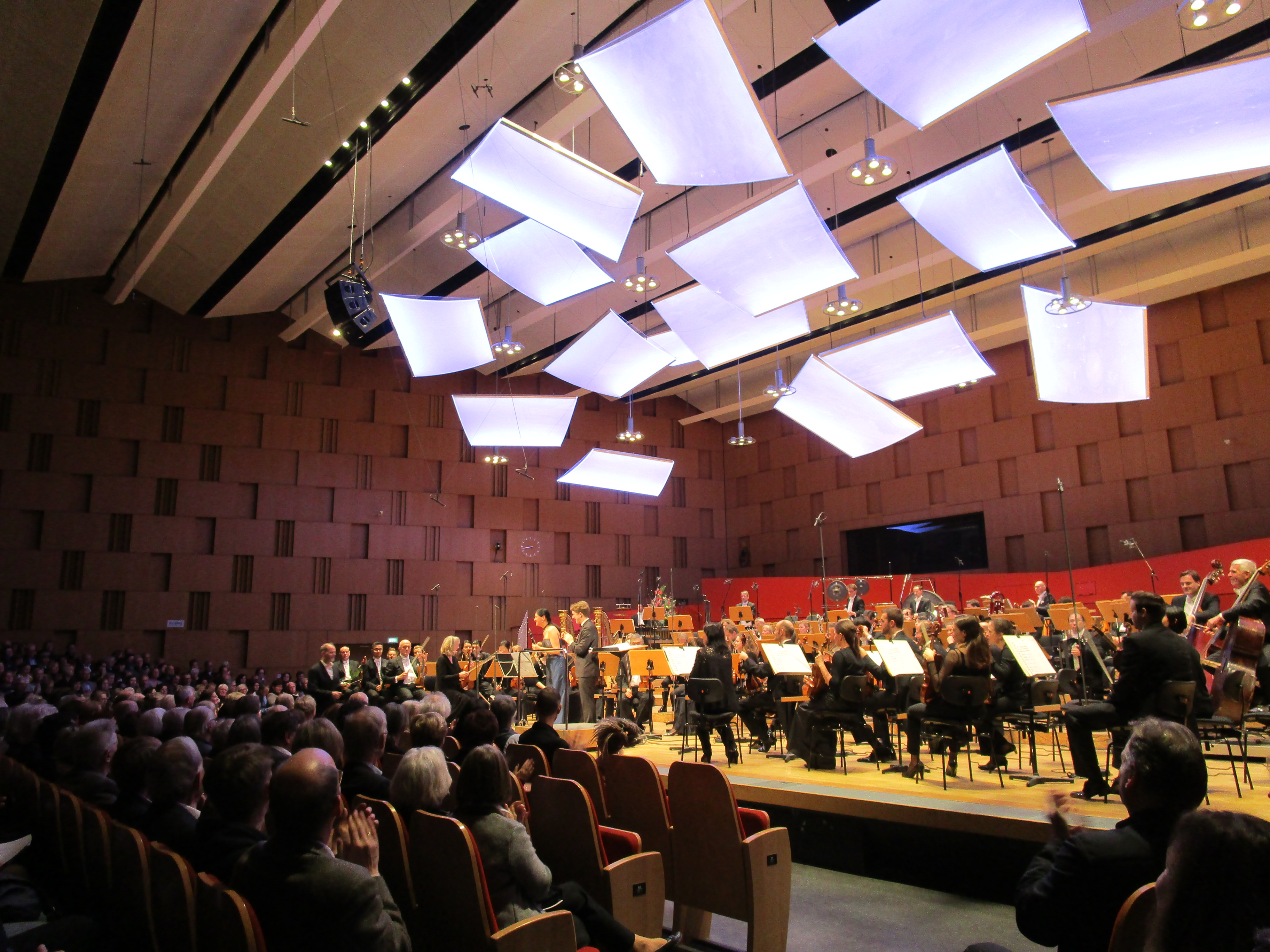
Konzert im Großen Sendesaal, 2019

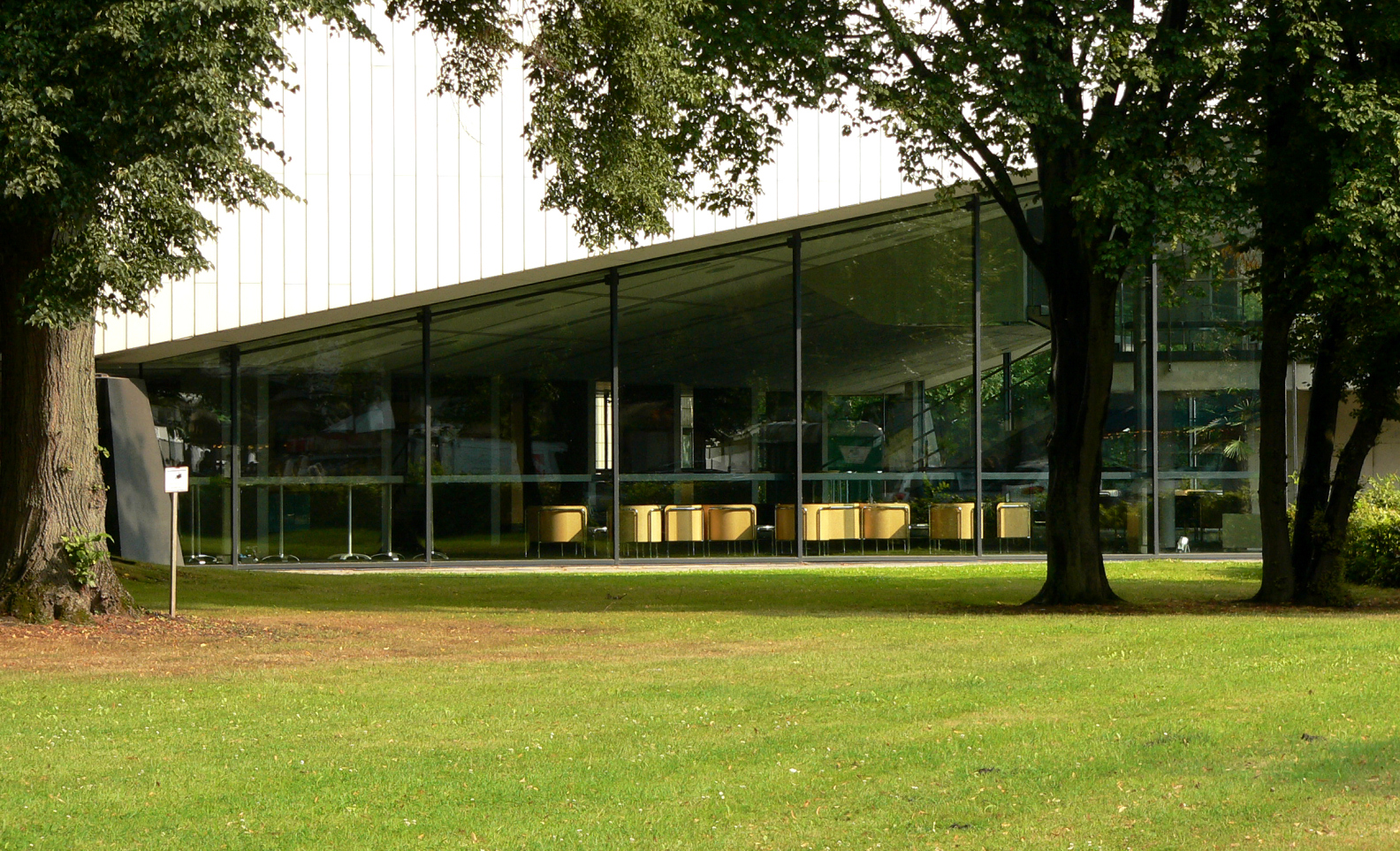
Blick in das Foyer, darüber der Große Sendesaal

Das Funkhaus Hannover entstand von 1949 bis 1952 als dreischiffige Baugruppe, in deren Mitte einzelne, durch Höfe getrennte Studiobauten nach dem Konzept einer „Funkfabrik“ errichtet wurden: Deren Teile sollten bei Bedarf jeweils einzeln erneuert werden können. Architekten der Gebäudegruppe mit Sendesaal, Studios und Verwaltungsräumen waren Friedrich Wilhelm Kraemer, Gerd Lichtenhahn und Dieter Oesterlen.
Der zum Maschsee liegende dreigeschossige Verwaltungsbau zeigt sich als ruhige Lochfassade mit hellgelben Platten aus Keramik. Seine rechte Seite wird unregelmäßig betont durch den Haupteingang sowie den Aufsatz auf dem Dach. Ein lichtes Foyer mit einer Glaswand führt zu dem Schmuckhof, in dem die 1951 durch den Bildhauer Kurt Lehmann geschaffene Plastik Badende installiert ist.
Die Garderobe sowie der Kleine Sendesaal sind mit Stabhölzern schwingend-fließend verkleidet, teils mit farbigen Wellen, die Friedrich Wilhelm Kraemer als eine „Architektur der erstarrten Musik“ bezeichnete.
Der Große Sendesaal ist ein auf einem sechseckigen Grundriss aufsetzender weißer, als „Bassgeige“ gedachter Block, der scheinbar beweglich auf dem gläsernen Foyer aufliegt.

## Lavespreis
1954 wurde das Funkhaus Hannover mit dem Laves-Preis ausgezeichnet. Im Urteil der Jury hieß es:

„Die Aufgabe, in der Uferlandschaft des Maschsees einen Zweckbau zu errichten, ist in meisterhafter Leichtigkeit und unter Betonung des Studio-Charakters der Anlage gelöst worden.“

## Geschichte
In Hannover konnten bereits zur Zeit der Weimarer Republik ab 1924 erste Radiosendungen vom NORAG-Nebensender Hannover aus einem Fabrikgebäude der Hanomag übertragen werden.
Nachdem Anfang Mai 1945 die Nordische Rundfunk AG (NORAG) mit Sitz in Hamburg in die Hände der Britischen Besatzungsmacht gelangt war, wurde 1946 ein neues hannoversches Rundfunkbüro im Anzeiger-Hochhaus eingerichtet. Die ersten Konzerte wurden dann aber aus den Gebäuden der Pädagogischen Hochschule übertragen.
Am 1. Februar 1948 nahm der inzwischen gegründete Nordwestdeutsche Rundfunk (NWDR) von Hannover aus einen regelmäßigen Sendebetrieb auf. Ab dem 1. März des Jahres wurden erstmals Konzerte des Niedersächsischen Symphonie-Orchesters unter der Leitung von Wilhelm Stephan gesendet sowie die anlässlich der zweiten Export-Messe neu gegründete Sendereihe Funkbilder aus Niedersachsen. Bald folgten weitere in Hannover produzierte Sendereihen wie etwa der Landfunk.
Ab Ende 1948 begannen die Planungen für ein eigenständiges Funkhaus in Hannover, Ausdruck der Kulturhoheit des neu gegründeten Landes Niedersachsen. Den Standort für die zu errichtenden Gebäude hatte der damalige hannoversche Stadtbaurat Rudolf Hillebrecht durchgesetzt, der damit ein maßgebendes Vorbild für die zukünftige am Maschsee zu errichtende aufgelockerte Uferbebauung geben wollte. Nach einem Architekturwettbewerb verschmolzen die eingereichten Entwürfe der Architekten Friedrich Wilhelm Kraemer, Gerd Lichtenhahn und Dieter Oesterlen unter Federführung von Kraemer. Ihnen gemeinsam lag das Konzept eines Gegenbildes zur Architektur des Dritten Reiches zugrunde. Zugleich wandten sich die Entwürfe von der radikalen Moderne des Neuen Bauens ab.
Unterdessen war 1949 Franz B. Zons erster Direktor des hannoverschen Funkhauses geworden, während der neue Gebäudekomplex gerade im Entstehen begriffen war. Ebenfalls 1949 wurden die Sender des NWDR unabhängig und die Rundfunkgebühren zur Zahlung an die Deutsche Bundespost eingeführt.
Im Jahr der Gründung der ARD 1950 wurde auch das Funkhaus Hannover fertiggestellt, das am 20. Januar 1951 mit seinen technischen Innovationen feierlich eingeweiht wurde und sogleich als das modernste Funkhaus in Europa galt.
Ebenfalls ab 1952 sendete das Funkhaus Hannover die Konzerte Junger Künstler, die Margarethe Gehrig bereits 1949 initiiert hatte.
1954 wurden die Redaktionen der Sendungen Kulturelles Wort sowie Kirchenwort von Hamburg nach Hannover verlegt.
Nach der Teilung des NWDR 1955 in den NDR mit Sitz in Hamburg und den Westdeutschen Rundfunk (WDR) mit Sitz in Köln wurde per Staatsvertrag zum 1. Januar 1956 der NDR als Drei-Länder-Anstalt eingerichtet mit Hamburg, Schleswig-Holstein und Niedersachsen. Doch erst zum Beginn des Jahres 1958 wurde die Redaktion im Funkhaus Hannover eingerichtet.
In den Jahren von 1960 bis 1963 entstand nach Plänen des Architekten Dieter Oesterlen der Anbau des Großen Sendesaales, der dann feierlich eingeweiht und zur Spielstätte des mittlerweile zur NDR Radiophilharmonie erweiterten Rundfunkorchesters wurde. Der Große Sendesaal diente zudem ab 1964 der Aufführung der sogenannten „Abonnentskonzerte“.
Nachdem Schleswig-Holstein den Staatsvertrag 1978 gekündigt hatte und – nach juristischen Auseinandersetzungen – zum 1. Januar 1981 ein neuer Staatsvertrag geschlossen worden war, erhielt das Funkhaus Hannover seinen neuen Namen Landesfunkhaus Niedersachsen.
Laut dem früheren Präsidenten des Niedersächsischen Landesamtes für Denkmalpflege, Stefan Winghart, wurde das Landesfunkhaus 1989 unter Denkmalschutz gestellt.

## Persönlichkeiten (unvollständig)

### Leiter und Direktoren
Leiter beziehungsweise Direktoren des NORAG-Nebensenders Hannover, ab 1948 des Funkhauses Hannover und ab 1981 des Landesfunkhauses Niedersachsen waren oder sind
- 1926–1933: Otto Ebel von Sosen;
- 1933–1945: Harry Moss;
- 1948–1959: Franz B. Zons;
- 1960–1961: Walter Steigner;
- 1961–1964: Walther D. Schultz;
- 1965–1970: Ernst Gottfried Mahrenholz;
- 1971–1977: Helmut Reinhardt-Bischoff;
- 1978–1981: Werner Hill;
- 1981–1987: Wolfram Köhler;
- 1987–1991: Thomas Bernd Stehling;
- 1991–1997: Lea Rosh;[2]
- 1997–2019: Arno Beyer; von 2007 bis 2019 zugleich Stellvertretender Intendant des NDR[7]
- seit 2019: Andrea Lütke

### Weitere Persönlichkeiten
- Willy Steiner (1910–1975), ab dem 1. Mai 1950 bis zu seinem Tod Dirigent des Rundfunkorchesters[8]
- Richard Müller-Lampertz (1910–1982), 1963 bis 1975 Dirigent für Unterhaltungsmusik des damaligen NDR-Rundfunkorchester Hannover[8]
- Klaus Partzsch (1930–1995), Pseudonym Klapa, in den 1950er Jahren freiberuflich für den NDR tätig[8]
- Giselher Schaar (1934–2001), ab Ende der 1950er Jahre freier Mitarbeiter des NDR[8]
- Marlis Fertmann (* um 1955), stellvertretende Direktorin der Einrichtung und Leiterin für den Programmbereich Fernsehen[9]
- Eckhart Pohl, Leiter des Programmbereichs Hörfunk (NDR 1 Niedersachsen)[10]